# Eugenio Giuseppe Togliatti
Eugenio Giuseppe Togliatti (Orbassano, 3 novembre 1890 – Genova, 5 ottobre 1977) è stato un matematico italiano, noto per i suoi contributi alla geometria proiettiva nei suoi aspetti algebrici e differenziali.
Appartenente alla scuola italiana di geometria algebrica, è noto tra l'altro per la costruzione di una superficie algebrica che prende il suo nome, superficie di Togliatti.

## Biografia
Figlio di Antonio, contabile amministrativo, e di Teresa Viale, maestra, era il fratello maggiore di Palmiro (il noto statista), di Tina (poi insegnante di Lettere) e di Enrico (ingegnere), i quali, per la morte prematura del padre, poterono tutti e tre studiare grazie al suo aiuto. Nel 1908 conseguì, a Sondrio, la licenza fisico-matematica presso il locale Istituto Tecnico, quindi, nel 1912, la laurea in matematica all'Università di Torino, dove c'era una fra le più prestigiose scuole di matematica di quel tempo in Italia. Si specializzò in geometria sotto la guida di Corrado Segre, Enrico D'Ovidio, Guido Fubini e Gino Fano, di cui venne nominato subito dopo la laurea assistente. L'Accademia delle scienze di Berlino gli assegnò il premio Steiner per il quinquennio 1909-1914 . Partecipò alla prima guerra mondiale e, al termine del conflitto, conseguita la libera docenza in geometria nel 1919, ritornò all'insegnamento, come assistente ordinario sia all'Università di Torino che al locale Politecnico. Dal 1924 al 1926 fu anche docente straordinario all'Università di Zurigo e, nel 1926, vinta una cattedra di geometria, rientrò in Italia come ordinario all'Università di Genova, dove rimase fino al 1961, anno del pensionamento.
Negli anni '30 fu uno degli estensori dell'Enciclopedia Italiana per le voci relative alla matematica, nonché collaborò anche ad alcune voci dell'Enciclopedia delle Matematiche elementari e complementi. Nel 1944 fu costretto ad interrompere l'insegnamento a causa di persecuzioni politiche. Il fatto di essere fratello di Palmiro Togliatti gli causa qualche serio problema nel settembre del 1944, durante il periodo della Repubblica sociale italiana. La questura di Genova emana un ordine di arresto nei suoi confronti; l'intenzione sembra che fosse quella di usarlo come ostaggio in uno scambio di prigionieri con i partigiani. Ma proprio una staffetta partigiana fa in modo che il professore, che risiede a Frabosa Soprana in provincia di Cuneo, ne sia informato per tempo così da riuscire a mettersi in salvo insieme ai suoi familiari.
Interrotto l'insegnamento solo negli anni 1944-45, lo riprese subito dopo sempre a Genova dove fu anche preside della Facoltà di Scienze dal 1931 al 1963, nonché direttore dell'Istituto Matematico dal 1933 al 1966; venne anche nominato membro dell'Accademia Nazionale dei Lincei. Fu inoltre presidente della Società Mathesis dal 1957 al 1959 e membro del Consiglio superiore della pubblica istruzione dal 1958 al 1966. Fu peraltro socio dell'Accademia delle Scienze di Torino e dell'Accademia Ligure di Scienze e Lettere, di cui fu altresì presidente per la Classe di Scienze.
Anche dopo il pensionamento, non tralasciò né la ricerca né l'insegnamento, tenendo vari corsi liberi nell'ateneo genovese. La sua ricca e notevole attività scientifica fu testimoniata da numerosi suoi lavori pubblicati su varie riviste specialistiche in Italia e all'estero, perlopiù dedicati alla geometria analitica, proiettiva e differenziale, nonché alla geometria algebrica; si dedicò pure alla storia della matematica, scrivendo tra l'altro una biografia del matematico tedesco Hermann Günther Grassmann.
Nel giugno del 1960 partecipa al movimento di protesta contro il Governo Tambroni e il preannunciato congresso del Movimento Sociale Italiano che si sarebbe dovuto svolgere nella città ligure. 
Nel 1994 il Centro di Servizio Bibliotecario di Matematica e Informatica (CSBMI) dell'Università di Genova ha assunto il nome "Eugenio Togliatti".

## Pubblicazioni
- Sul comportamento d'un sistema di linee d'una superficie rispetto ad alcune operazioni eseguite su di esso, in "Periodico di Matematica", (3), 9,1912, 169-174.
- Sulle superficie algebriche, del 5º ordine, irriducibili, con un fascio ellittico di coniche, in "Rendiconti della Reale Accademia dei Lincei", (5), 21,1912, 35-37.
- Sulle superficie algebriche contenenti infinite coniche, in "Rendiconti della Reale Accademia dei Lincei", (5), 24,1915, 307-311.
- Sulle superficie di 6º ordine contenenti infinite coniche, (2 papers), in "Rendiconti della Reale Accademia dei Lincei", (5), 24,1915, 329-332; 388-392.
- Le superficie di sesto ordine con infinite coniche, Mem. del R. Ist. Lombardo di Scienze e Lettere, 21, 1914-1917, 243-307.
- Su alcune classi di sistemi lineari di reciprocità degeneri tra spazi ad n dimensioni, Atti della R. Acc. delle Scienze di Torino, 52, 1916-1917, 759-778.
- Sui fasci di reciprocità degeneri tra spazi ad n dimensioni, Atti della R. Acc. delle Scienze di Torino, 52,1916-1917, 628-645.
- Un tipo semplice di reti di reciprocità degeneri di prima specie tra spazi ad n dimensioni, in "Rendiconti della Reale Accademia dei Lincei", (5), 26, 1917, 553-557.
- Intorno ad un tipo notevole di sistemi lineari di reciprocità degeneri tra spazi ad n dimensioni, in Scritti matematici offerti ad Enrico D'Ovidio, Fratelli Bocca, Torino, 1918, 130-148.
- Questioni di forma e di realità relative a fasci di quadriche in uno spazio ad n dimensioni, Ann. di Mat. pura e applicata, (3), 30, 1921, 75-117.
- Rappresentazione delle rigate dei primi ordini, in geometria descrittiva, col metodo di Mayor, V. Bona, Torino, 1921.
- Sulle varietà a tre dimensioni e di quart'ordine che son luoghi di almeno ¥ 2 rette, (2 papers), Rend. della R. Acc. dei Lincei, (5), 30, 1921, 22-25; 252-255.
- Sulle varietà a k dimensioni contenenti almeno ¥ k rette, Atti della R. Acc. delle Scienze di Torino, 57, 1921-1922, 91-102.
- Sui meccanismi articolati nelle costruzioni di geometria elementare, Periodico di Mat., (4), 2, 1922, 41-49.
- Sul volume della sfera, Esposizione storico-comparativa, Periodico di Mat., (4), 2, 1922, 305-326.
- A proposito del teorema degli intorni circolari, in "Bollettino dell'Unione Matematica Italiana", 3, 1924, 16-18.
- Sulle V 2 di S 5 con coincidenze di tangenti principali, Atti del R. Ist. Veneto di Scienze, Lettere e Arti, 87,1927-1928, 1373-1421.
- Una configurazione notevole di "reticoli" sopra una superficie dello spazio ordinario, Boll. dell'Unione Mat. It., 7,1928,18-24.
- Una generazione della superficie cubica con punto doppio e di una f5 con cubica doppia e punto doppio, Atti della Soc. Ligure di Scienze e lettere, (n. s.), 7, 1928, 230-232.
- Alcuni esempi di superficie algebriche degli iperspazi che rappresentano un'equazione di Laplace, Commentarii Math. Helvetici, 1, 1929, 255-272.
- Costante (Computo di costanti), in Enciclopedia Italiana, 11,1931, 596-597.
- Curvatura, in Enciclopedia Italiana, 12, 1931, 171-172.
- Cuspide, in Enciclopedia Italiana, 12, 1931, 188.
- Equazioni di 2º, 3º, 4º grado ed altre equazioni algebriche particolari. Sistemi di equazioni algebriche di tipo elementare, in L. Berzolari - D. Gigli (a cura di), Enciclopedia delle Matematiche elementari, Vol. I, Hoepli, Milano, 1932, 261-321.
- Alcune osservazioni intorno ad una particolare superficie di 5º ordine, in Studi in onore del Professore S. Ortu Carboni, Tipografia del Senato, Roma, 1935, 253-259.
- Paradosso (Paradossi matematici), in Enciclopedia Italiana, 26, 1935, 275-277.
- Introduction à la théorie des séries d'équivalence sur une surface algébrique, in "L'Enseignement Mathématique", 35, 1936,256-268.
- Sperimentale (Geometria), in Enciclopedia Italiana, 32, 1936, 337-339.
- Sulle forme cubiche dello spazio a cinque dimensioni aventi il massimo numero finito di punti doppi, in Scritti matematici offerti a Luigi Berzolari, Istituto Matematico Universitario di Pavia, 1936, 577-593.
- Ancora sulle forme cubiche dello spazio a cinque dimensioni aventi il massimo numero finito di punti doppi, in "Atti del 1º Congresso dell'Unione Matematica Italiana", 1938, 254-258.
- Geometria proiettiva, in D. Gigli-L. Berzolari (a cura di), Enciclopedia delle matematiche elementari, Vol. II, Hoepli, Milano, 1938, 251-306.
- Massimi e minimi, in D. Gigli-L. Berzolari (a cura di), Enciclopedia delle matematiche elementari, Vol. II, Hoepli, Milano, 1938, 1-71.
- Una notevole superficie di 5º ordine con soli punti doppi isolati, Festschrift Rudolf Fueter, Fretz A.G., 1940, 127-132.
- Sopra una proprietà caratteristica delle rette e delle coniche, in "Bollettino di matematica", (4), 1, 1940, 2-6.
- Alcune osservazioni sulle superficie razionali che rappresentano equazioni di Laplace, in "Annali di matematica pura e applicata", (4), 25, 1946, 325-339.
- Maria Giovanna Sittignani, in "Bollettino dell'Unione Matematica Italiana", (3), 3, 1948, 96.
- Sulle superficie monoidi col massimo numero di punti doppi, in "Annali di Matematica pura e applicata", (4), 30, 1949, 201-209.
- Sulle superficie algebriche col massimo numero di punti doppi, Rend. del Sem. Mat. dell'Università e Politecnico di Torino, 9, 1949-50, 47-59.
- Sulla geometria intrinseca di un gruppo continuo di trasformazioni, in "Rend. Sem. Mat. e Fisico di Milano", 22, 1951, 90-102.
- Gino Loria, in "Rassegna Mensile di Israele", 18, 1952, 499-505.
- Superficie algebriche ed equazioni di Laplace, in "Atti dell'Accademia Ligure di Scienze e Lettere", 9, 1952, 136-154.
- Gino Loria, Boll. dell'Unione Mat. It., (3), 9, 1954, 115-118.
- Alcune vedute recenti sulle trasformazioni cremoniane, Conferenze del Sem. Mat. dell'Università di Bari, 19, 1956, 1-12.
- La proprietà isoperimetrica del cerchio dal punto di vista elementare, Atti della Soc. Mathesis, 1956, 8-12.
- Sulla matrice caratteristica d'una trasformazione cremoniana tra piani, Rend. del Sem. Mat. dell'Università e Politecnico di Torino, 16, 1956-57, 361-370.
- Federigo Enriques, Rend. di Mat. e applicazioni, (5), 16, 1957, 12-22.
- Un'osservazione sulle reti omaloidiche di curve piane, in Scritti matematici in onore di Filippo Sibirani, Zuffi, Bologna, 1957, 281-284.
- Francesco Sbrana, Atti della Soc. Mathesis, 1958, 17-21.
- Francesco Sbrana, Atti dell'Acc. Ligure di scienze e Lettere, 15, 1958, 466-471.
- Luigi Brusotti, Atti Soc. Mathesis, 1959, 74-76.
- (editor), L. Bianchi, v. XI, Corrispondenza, Cremonese, Roma, 1959.
- Sur les variétés à trois dimensions de l'espace à cinq dimensions dont les tangentes principales présentent des coïncidences, Actes du III Colloque de géométrie différentielle du Centre Belge de Recherches Matématique, 1961, 65-76.
- Varietà a tre dimensioni particolari, Rend. del Sem. Mat. dell'Università e Politecnico di Torino, 21, 1961-62, 77-85.
- Un'osservazione sulle direzioni inflessionali d'una trasformazione cremoniana tra due piani, Ann. di Mat. pura e applicata, (4), 57, 1962, 403-408.
- Il “programma" di Erlangen, in "Cultura e Scuola", 2, 1962-1963, 224-229.
- L'insegnamento della matematica, in Atti del Convegno: Insegnamenti scientifici e insegnamenti umanistici nella funzione formativa della scuola secondaria, Accademia Nazionale dei Lincei, Problemi attuali di scienza e di cultura, 39, Roma, 1963, 31-46.
- La formazione del professore delle scuole secondarie nella facoltà di scienze, Atti del Convegno: La funzione dell'Università nel mondo contemporaneo. Accademia Nazionale dei Lincei, Problemi attuali di scienza e di cultura, 68; Published, in a reduced form, also in Archimede, 16, 1964, 1-8.
- Inventario dei modelli matematici della biblioteca matematica dell'Università di Genova, Genova, 1966.
- Sulle curve piane di larghezza costante, Periodico di Mat., (4), 46, 1968, 359-371.
- Alessandro Terracini, Atti della R. Acc. delle Scienze di Torino, 103, 1968-1969, 397-407; anche in: Boll. dell'Unione Mat. It., (4), 2, 1969, 149-152.
- Oscar Chisini, Accademia Nazionale dei Lincei. (Celebrazioni lincee, n. 26), 1969, 1-16.
- Storia di pi, Periodico di Mat., (4), 47, 1969, 134-142.
- Leonard Roth, Boll. dell'Unione Mat. It., (4), 3, 1970, 326-332.
- (editor) Considerazioni emerse da riunioni di studi sulla didattica matematica tenutasi presso l'istituto di matematica dell'Università di Genova, (jointly with G. Darbo, V. Villani, G. Vecchio, L. Basili, M. Marchi, S. Margiocco, A. Montefiori, D. Palladino, B. Spotorno), Boll. dell'Unione Mat. Ital., (4), 4, 1971, 147.
- Brusotti Luigi, in Dizionario Biografico degli Italiani, 14, 1972, 722-723.
- La biblioteca matematica dell'Università di Genova, Atti dell'Acc. Ligure di Scienze e Lettere, 30, 1973, 339-346.
- Eugenio Beltrami, in Scienziati e Tecnologi, Mondadori, Milano, I, 1975, 130-131.
- Eugenio Bertini, in Scienziati e Tecnologi, Mondadori, Milano, I, 1975, 153.
- Luigi Bianchi, in Scienziati e Tecnologi, Mondadori, Milano, I, 1975, 160-161.
- Guido Castelnuovo, in Scienziati e Tecnologi, Mondadori, Milano, I, 1975, 280-281.
- Luigi Cremona, in Scienziati e Tecnologi, Mondadori, Milano, I, 1975, 346.
- Hermann Grassmann, in Scienziati e Tecnologi, Mondadori, Milano, II, 1976, 33-34.
- Gregorio Ricci-Curbastro, in Scienziati e Tecnologi, Mondadori, Milano, III, 1976, 37-38.
- Corrado Segre, in Scienziati e Tecnologi, Mondadori, Milano, III, 1976, 101.
- Giuseppe Veronese, in Scienziati e Tecnologi, Mondadori, Milano, II, 1976, 230.
- Hieronymous Zeuthen, in Scienziati e Tecnologi, Mondadori, Milano, II, 1976, 313-314.

### Recensioni
- G. Scheffers, Lehrbuch der darstellenden Geometrie, in "Periodico di Matematica", (4), 1, 1921, 368-370.
- M. Grossmann, Darstellende Geometrie für Maschineningenieure, in "Bollettino di Matematica", (n. s.), 8, 1929, LXIV-LXV.
- F. Schilling, Projektive und nichteuklidische Geometrie, in "Bollettino di Matematica", (n. s.), 11, 1932, XLIV-XLVI.
- F. Schilling, Die Pseudosphäre und die Nichteuklidische Geometrie, in "Bollettino di Matematica", (n. s.), 11, 1932, XLVI.
- O. Veblen, Analysis Situs, in "Bollettino di Matematica", (n. s.), 12, 1933, LIX-LXII.
- E. Cartan, Les espaces métriques fondès sur la notion d'aire; id, Les espaces de Finsler; P. Delens, La métrique anulaire des espaces de Finsler, in "Bollettino di Matematica", (n. s.), 13, 1934, LXXX-LXXXIII.
- F. Enriques-O. Chisini, Lezioni sulla teoria geometrica delle equazioni, in "Bollettino di Matematica", (n. s.), 14, 1935, LV-LVII.
- F. Schilling, Die Pseudosphäre und die nichteuklidische Geometrie, in "Bollettino di Matematica", (n. s.), 14, 1935, LXII-LXIII.
- E. Weiss, Einführung in die Liniengeometrie und Kinematik, in "Bollettino di Matematica", (n. s.), 14, 1935, LXXXIII-LXXXIV.
- E. Salkowski, Affine Differentialgeometrie, in "Bollettino di Matematica", (n. s.), 15, 1936, IX-X.
- Gino Fano, Geometria non euclidea, in "Bollettino di Matematica", (n. s.), 17, 1938, XII-XIII.
- G. Kowalewski, Magische Quadrate und magische Parkette; id, Der Keplersche Körper und andere beispiele, in "Bollettino di matematica", (4), 1, 1940, XXVI-XXVIII.
- F. Conforto, Superficie razionali, in "Bollettino dell'Unione Matematica Italiana", (2), 3, 1941, 74-78.
- E. Weiss, Punktreihengeometrie, in "Bollettino dell'Unione Matematica Italiana", (2), 3, 1941, 162-165.
- L. Berzolari et alii (a cura di), Enciclopedia delle Matematiche elementari, III, in "Bollettino dell'Unione Matematica Italiana", (3), 5, 1950, 368-376.
- L. Hefter, Grundlagen und analytischer Aufbau der Projektiven, Euklidischen, Nichteuklidischen Geometrie, in "Bollettino dell'Unione Matematica Italiana", (3), 7, 1952, 195-196.
- P. Ruffini, Opere matematiche, in "Bollettino dell'Unione Matematica Italiana", (3), 8, 1953, 209-210; 10, 1955, 419.
- G. Ascoli, Lezioni di Matematiche Complementari, in "Bollettino dell'Unione Matematica Italiana", (3), 8, 1953, 344-345.
- L. Bianchi, Opere, v. I, in "Bollettino dell'Unione Matematica Italiana", (3), 9, 1954, 96-97.
- Isaak Moissejewitsch Jaglom-Vladimir Grigorevich Boltyanskii, Konvexe Figuren, in "Bollettino dell'Unione Matematica Italiana", (3), 13, 1958, 445-446.
- Mathématiques pour Physiciens et Ingenieurs, in "Bollettino dell'Unione Matematica Italiana", (3), 18, 1963, 67-69.